# 板垣瑞生
板垣瑞生（日语：／ Itagaki Mizuki，2000年10月25日—2025年2月上旬），日本男演員、歌手、遊戲評論員。出生於東京都，曾隸屬於星塵傳播。

## 生平
10歲時和母親於購物歸途中在忠犬八公前被星探挖掘。雖然在這之前也多次拒絕過星探的挖掘，但在母親的勸說下加入現在的事務所。初次的藝能工作是參與フジファブリックMV的演出。
2014年參加演出的『黑金丑島君2』為其電影處女作。
2015年上映的電影『所羅門的偽證』中，其在約半年間參加了日本電影史上最大規模的試鏡，由1萬名參加者中脫穎而出被拔擢為第一配角，飾演神原和彦這個備受矚目的謎之美少年的角色。並且以這個角色獲得第25回日本電影批評家大賞新人男演員獎。
2014年11月到2020年1月間以EBiDAN中的團體M!LK之成員身分進行音樂活動。
2015年的『花燃』為其初次參加NHK大河劇的演出。在那之後因為學業優先，暫時沒有繼續演出電影等作品。
2016年4月參加NHK大河奇幻劇『精靈守護者』第2、3季的演出，飾演相當於另一個主角的皇太子查穆。
初次主演的電影作品為2019年上映的『在時間停止的世界相遇』。
2020年前期播放的『歡呼』為其初次演出連續電視小說。初次主演的電視連續劇作品為同年播放的『辦公室的秘密新婚』。另外在『麒麟來了』中飾演森蘭丸，是他第二次參加NHK大河劇的演出。
2024年3月，宣布離開經紀公司星塵傳播，粉絲俱樂部也於3月9日起關閉。
2024年6月起於Twitch成立『純愛手札』的實況遊戲頻道。
2024年11月29日，於個人Instagram帳號透露因精神狀態惡化而住院，並解釋了當時離開經紀公司的情況。
2025年4月17日，家人於Instagram發布板垣自1月底因精神方面疾病而行蹤不明，在親友與警方持續協助搜索下，3月中旬接獲警方通知在東京都內發現遺體，研判已於2月初去世。得年24歲。

## 人物
- 身高179CM，血型A型[21]。
- 興趣是看電影、打遊戲、三溫暖，特技為騎馬、殺陣、足球、游泳、馬拉松[1]。
- 憧憬的演員是菅田將暉[22]、高良健吾[23]。。
- 和菅田在電影處女作黑金丑島君2一起共演。在那之前並不擅長於公開場合亮相，在和菅田交流之後感到演戲的樂趣以及與人溝通的有趣之處，因此真正把成為演員當作自己的志向[24]。還有，和高良是透過在精靈守護者一起共演之契機認識的，是在工作之外私下也會給予建議，還有獲贈衣服等的深厚關係[24][25]。

## 出演

### 電影
- 黑金丑島君2 （2014年5月16日、東寶 / SDP） - 飾演 少年D
- 幸運情人草 Clover（日语：クローバー (稚野鳥子の漫画)#映画） （2014年11月1日、東寶） - 飾演 樋野ハルキ（少年時代）
- 閃爍的青春（2014年12月13日、東寶） - 飾演 馬渕洸（中學時代）
- 所羅門的偽證（松竹） - 飾演 神原和彥
  - 前篇・事件（2015年3月7日）
  - 後篇・裁判（2015年4月11日）
- 響 -HIBIKI-（2018年9月14日、東寶） - 飾演 椿涼太郎
- 我，想認識你（日语：僕に、会いたかった）（2019年5月10日、LDH） - 飾演 福間雄一
- 熱情花招（日语：ホットギミック (漫画)#映画）（2019年6月28日、東映） - 飾演 小田切梓
- 在時間停止的世界相遇（日语：初恋ロスタイム#映画）（2019年9月20日、KADOKAWA） - 主演・相葉孝司
- 超・少年偵探團NEO -Beginning-（日语：超・少年探偵団NEO#実写映画）（2019年10月25日、coyote） - 飾演 夢野正太郎
- 猛鬼大師收工沒？Ghost Master（日语：ゴーストマスター）（2019年12月6日、SDP） - 飾演 櫻庭勇也
- 別對映像研出手！（2020年9月25日、東寶） - 飾演 小野
- 鬼ガール!!（日语：鬼ガール!!）（2020年10月16日、SDP） - 飾演 蒼月蓮
- 靛藍共鳴（日语：和太鼓†ガールズ#実写映画）（2021年5月21日、アンプラグド） - 飾演 江森司
- 臉紅心跳都是因為你（2021年6月4日、東映） - 飾演 長谷部泰廣[26]
- 你落下的藍天（日语：君が落とした青空#映画）（2022年2月18日、Happinet Phantom Studio） - 飾演 本山佑人[27]
- 它的消失（日语：その消失）（2022年2月25日、 AMGエンタテインメント） - 飾演 松井（少年時代）[28]
- TWO OUT FULL BASE（2022年3月25日、東映） - 飾演 ハチ[29]
- HiGH&LOW THE WORST X（2022年9月9日、松竹） - 飾演 宮内幸三[30]
- Actor's Short Film 3「いつまで」（2023年2月11日、WOWOW） - 飾演 禮司
- 短編電影「恋と知った日」（2023年4月22日、ABEMA） - 飾演 長谷川啓太郎
- 交換謊言日記（2023年7月7日、松竹） - 飾演 矢野大翔[31]
- 替身忠臣藏（日语：身代わり忠臣蔵）（2024年2月9日、東映） - 飾演 加藤太右衛門[32]

### 電視劇
- 婆媳誰怕誰 第2話（2013年1月24日、朝日電視台） - 飾演 水澤優太（中學時代）
- 離島老師（日语：島の先生） 第1話（2013年5月25日、NHK）
- 小鎮醫生 JUMBO!!（日语：町医者ジャンボ!!#テレビドラマ） 第10話・第12話（2013年9月5日 - 9月19日、日本電視台）
- 手裏劍戰隊忍忍者 第19話 - 第20話・第22話・第32話（2015年7月5日 - 10月4日、朝日電視台） - 飾演 雑賀鉄之助
- 殿後 ～山一證券 最後的聖戰～（日语：しんがり 山一證券 最後の12人#テレビドラマ）（2015年9月20日 - 10月25日、WOWOW） - 飾演 梶井大輔
- NHK大河劇（NHK）
  - 花燃 第46話 - 第49話（2015年11月15日 - 12月6日） - 飾演 毛利元昭
  - 麒麟來了 第43話 - 最終話（2021年1月31日 - 2月7日） - 飾演 森蘭丸[33]
- 超級銀行最終決戰（日语：メガバンク最終決戦#テレビドラマ）（2016年2月14日 - 3月20日、WOWOW）
- 大河奇幻劇 精靈守護者（NHK） - 飾演 查穆
  - 精靈守護者II 悲傷的破壞神（2017年1月21日 - 3月25日）
  - 精靈守護者III 最終章（2017年11月25日 - 2018年1月27日）
- 神ちゅーんず 〜鳴らせ!DTM女子〜（日语：神ちゅーんず 〜鳴らせ!DTM女子〜）（2019年4月7日 - 6月9日、朝日放送電視台） - 飾演 澤田正樹[34]
- 貴族降臨 -PRINCE OF LEGEND-（2019年11月28日 - 12月26日、日本電視台） - 飾演 伊集院信虎[35]
- 不在場證明破解少女（日语：アリバイ崩し承ります#テレビドラマ） 第5話（2020年2月29日、朝日電視台） - 飾演 和田英介
- FAKE MOTION-桌球王子-（日语：FAKE MOTION -卓球の王将-）（2020年4月9日 - 5月27日、日本電視台） - 飾演 土方歳鬼[36]
  - FAKE MOTION-唯一的願望-（日语：FAKE MOTION -卓球の王将-#FAKE MOTION -たったひとつの願い-）（2021年1月21日 - 3月11日） - 主演・土方歳鬼[37]
- 連續電視小說 歡呼 第90話 - 第113話（2020年10月16日 - 11月18日、NHK） - 飾演 重森正[38][39]
- 將寄出這緣分 ～Mercari的真實故事～（日语：そのご縁、お届けします-メルカリであったほんとの話-） 第1話・最終話（2020年11月4日 - 12月9日、每日放送） - 飾演 瀬尾孝之[40]
- 辦公室的秘密新婚（日语：社内マリッジハニー#テレビドラマ）（2020年11月13日 - 12月25日、每日放送） - 主演  三浦真夏（與松井愛莉雙主演）
- 想成為星星的你（日语：星になりたかった君と#テレビドラマ）（2021年1月5日 - 1月6日、日本電視台） - 飾演 ナユタ
- 那一年在交友網站上與70人實際見面，並推薦了一本看起來很適合他們的書（日语：出会い系サイトで70人と実際に会ってその人に合いそうな本をすすめまくった1年のこと#テレビドラマ）  第1話（2021年3月26日、WOWOW） - 飾演 コージ
- Unlucky  Girl！（日语：アンラッキーガール!）（2021年10月7日 - 12月9日、讀賣電視台） - 飾演 櫻田卓海[41]
- SUPER RICH 第1話 - 第4話・第8話 - 最終話（2021年10月14日 - 11月4日・12月2日 - 23日、富士電視台） - 飾演 豪德尊[42]
- 日本沉沒-希望之人- 第2話（2021年10月17日、TBS電視台 ） - 飾演 蒔田奇跡（相片出演）
- 不能做的兩人（日语：デキないふたり）（2022年1月3日、朝日電視台） - 飾演 黒瀬孝仁[43]
- WOWOW原創連續劇 擅入寄居者（WOWOW） - 飾演 Tetris[44]
  - Season1（2022年3月4日 - 4月8日）
  - Season2（2022年4月15日 - 5月20日）
- OLD ROOKIE 第4話（2022年7月24日、TBS電視台）- 飾演 北芝謙二郎[45]
- 笨蛋之吻（日语：ばかやろうのキス）（2022年8月6日 - 9月3日、日本電視台） - 主演・久城湊人[46]
- NHK特集「超・進化論」（2022年11月6日、11月13日、2023年1月8日、NHK） - 飾演 昆蟲
- ACTORS・SHORT・FILM3（日语：アクターズ・ショート・フィルム#アクターズ・ショート・フィルム3）（2023年2月11日、WOWOW）
- DROP（日语：ドロップ (小説)#テレビドラマ）（2023年6月2日 - 8月4日、WOWOW） - 飾演 井口達也[47][48]
- 桑道 2023SP（2023年12月24日、東京電視台）
- 正直不動產特別篇（2024年1月3日、NHK）- 飾演 十影健人[49][50]
  - 正直不動產2（2024年1月9日 - 3月12日、NHK）[50]
- Black Girl's Talk（日语：ブラックガールズトーク）（2024年2月5日 - 3月25日、東京電視台）- 飾演 若村隼人[51]

### 網路劇
- 或許能幹委員會（2018年2月10日、AbemaTV） - 飾演 菅野健太郎（回想）
- 1頁之戀（日语：1ページの恋）（2019年2月18日 - 3月25日、AbemaTV / 2019年2月23日 - 3月25日、九州朝日放送） - 飾演 森田郁巳
- 16歲症候群（日语：シックスティーン症候群#配信ドラマ / テレビドラマ）（2020年6月19日 - 8月6日、FOD / 2020年7月29日 - 9月16日、富士電視台） - 飾演 浅田睦巳
- love⇄distance（日语：love⇄distance）（2020年6月27日 - 7月5日、Paravi / 2020年7月2日 - 7月9日、東京電視台） - 飾演 ミナト
- 穿越時空的樂隊（日语：時をかけるバンド）（2020年8月19日 - 10月21日、FOD・YOUKU / 2020年10月19日 - 12月21日、富士電視台） - 飾演 誠一
- 黑色灰姑娘（日语：ブラックシンデレラ）（2021年4月22日 - 6月10日、AbemaTV ） - 飾演 島村空
  - 黑色灰姑娘 -畢業篇-（前篇：2021年6月10日・後篇：6月17日、AbemaTV）
- New World Makers（2021年7月20日 - 、YouTube配信） - 飾演 達也
- 最愛的人～The other side of 日本沉沒～（2021年10月10日 - 12月12日、Paravi ） - 主演 蒔田奇跡
- デキないふたり ムズきゅん編（2022年1月1日、TELASA） - 飾演 黒瀬孝仁
- 為了夢中見到的那孩子（2023年8月29日 - 、Lemino） - 主演・中條千里 / 結城一登

### 綜藝節目
- 痛快TV（男女好機車）（富士電視台）
  - 胸キュンスカっと「恋する想いはハチマキに…」（2016年10月3日）
  - ファミリースカっと「波瀾万丈だった娘の初恋」（2020年1月27日）
- スタジオパークからこんにちは（日语：スタジオパークからこんにちは）（2017年3月16日、NHK）
- ごごナマ（日语：ごごナマ）（2018年1月11日、NHK）

EBiDAN時期的演出請參考EBiDAN#演出

### 情報節目
- 鬧鐘電視（2021年10月6日、11日、19日、25日、富士電視台）- 月間娛樂播報員

### MV
- 富士纖維（日语：フジファブリック）「Light Flight（日语：Light Flight）」（2012年）
- DEEN「二十歳（日语：二十歳/雨の六本木）」（2013年）
- 瀧川亞里沙「夏の花」（2015年）

### CM・廣告
- 富士通「FMV」Life Log篇（2012年）
- 愛迪達「adidas bag」形象角色（2016年）
- LOTTE（日语：ロッテ）「Fit's」（2017年）
- Hot Pepper Beauty（日语：ホットペッパー (フリーペーパー)）「春、変わる時」（2019年）
- ANGFA（日语：アンファー）「スカルプDまつ毛美容液」（1頁之戀・ミナ編、2019年2月 - 3月）
- ABC-MART（日语：ABCマート）（2019年）
- 資生堂「uno」（2021年）
- Yohji Yamamoto
  - Ground Y × NEW ERA 21-22 A/W 主視覺 （2021年）
  - Ground Y × BLACK JACK COLLECTION 主視覺 （2021年）

### 廣播節目
- ナニモノ!（日语：ナニモノ!）（2021年3月13日、文化放送）
- 板垣瑞生的ALL NIGHT NIPPON X（2021年10月15日、日本放送）

### 舞台劇
- FAKE MOTION 2021 SS LIVE SHOW（日语：FAKE MOTION -卓球の王将-#ライブ）（2021年3月25日 - 26日、東京GARDEN THEATER） - 飾演 土方歳鬼
- 舞台・福音戰士BEYOND（2023年5月6日 - 5月28日、THEATER MILANOZa 落成公演 / 2023年6月3日 - 6月4日、松本市民芸術館 / 2023年6月10日 - 6月19日、森之宮Piloti Hall、企劃・製作：Bunkamura） - 飾演 蓮見タン

### 配音
- セーフハウス　～もう一人の殺人鬼～（英语：Safe House (TV series)）（2017年2月12日（全4話）、WOWOW）- 飾演 Liam Duke

## 書籍

### 寫真集
- 板垣瑞生ファースト写真集 M（2018年7月20日、KADOKAWA）
- 板垣瑞生写真集 One Scene（2023年12月25日、主婦之友社）

### 雜誌別冊
- MIZUKI ITAGAKI NYLON SUPER VOL.7（2021年10月24日、カエルム）

## 作品
M!LK時期的作品請參考「M!LK」， King of Ping Pong的作品請參考「FAKE MOTION -桌球王子-#音樂作品」。

## 得獎紀錄
- 第25回日本電影影評人大獎（2015年度）
  - 新人男演員獎（南俊子賞）『所羅門的偽證』
- 第16回日本SHOES BEST DRESSER賞 男性部門賞（2023年度）

## 外部連結
- 星塵傳播公式網頁 （页面存档备份，存于）
- 板垣瑞生的Instagram帳戶
- 板垣瑞生&STAFF OFFICIAL的X（前Twitter）
- 板垣瑞生 OFFICIAL FANCLUB （页面存档备份，存于）